# Hermann Gerstmayer
Hermann Gerstmayer (Pseudonyme: Ralph Doyan, Leo Harald, Hermann Lienhart, Freddy Weller; * 16. Oktober 1886 in Koblenz; † 25. Mai 1961 in Berlin) war ein deutscher Schriftsteller.

## Leben
Hermann Gerstmayer lebte in Stuttgart, später in Berlin. Er veröffentlichte ab 1911 neben einem Gedichtband exotische Abenteuerromane. Während des Ersten Weltkriegs verfasste er für die patriotische Reihe „Mit fliegenden Fahnen“ eine Reihe von Berichten über die Kämpfe deutscher Einheiten. Ab 1919 erschienen weitere Romane Gerstmayers, deren Handlung an exotischen Schauplätzen wie Borneo, Sumatra und Madagaskar angesiedelt ist. Ab Ende der Zwanzigerjahre besteht Gerstmayers überaus umfangreiches Werk hauptsächlich aus Frauen- und Heimatromanen, die meist als Leihbuch oder in Heftform erschienen. Daneben veröffentlichte er in den Anfangsjahren des Dritten Reichs auch einige regimetreue Erzählungen und gab die Reihen „Die Fahne hoch“ und „Jugend voran“ heraus. Einige Titel aus dieser Zeit, wie z. B. „Baltikumkämpfer!“ und „SA-Mann Peter Müller“, standen nach 1945 in der Sowjetischen Besatzungszone und der frühen DDR auf der „Liste der auszusondernden Literatur“. Mit seinen beiden Söhnen gründete er 1949/50 die Gerstmayer OHG zunächst in der Alexandrinenstraße in Berlin-Kreuzberg, dann in einer Villa in Berlin-Dahlem und erzielte mit der Produktion der 30-Pfennig-Hefte „Jack Morlan - der Meisterdetektiv“, die er unter dem Pseudonym Freddy Weller verfasste, zeitweise großen ökonomischen Erfolg. Bereits 1950/51 war der Boom von Groschenheften jedoch vorüber und nach der Einstellung der Morlan-Reihe schrieb die Fan-Gemeinde einige Ausgaben.

## Werke
- Im Kampfe mit den Atjehers, Berlin 1911
- Auf der Flucht durch Borneo, Berlin 1912
- Der Verrat von Lombok, Berlin 1912
- Mein Versbuch, Stuttgart 1914
- Der Sieg der Liebe, Berlin 1914
- Anna Katherina, Berlin 1915
- Die Bayern vor Saarburg, Berlin 1915
- Der Kleinkrieg in den Vogesen, Berlin 1915
- Schwabenstreiche, Berlin 1915
- Die Württemberger im Kampf mit den Indern, Berlin 1915
- Württemberger in den Kämpfen um M ..., Berlin 1915
- In der Heimat – da gibt’s ein Wiederseh’n!, Berlin 1916
- Die Sängerin, Berlin 1916
- Die Schmiede im Schwarzwald, Stuttgart 1916
- Die Tochter des Försters, Berlin 1916
- Vor Reims, Berlin 1916
- Württemberger im Kampfe mit Engländern, Berlin 1916
- Königin-Olga-Grenadiere, Berlin 1917
- Das Regiment Kaiser Friedrich im Kampf, Berlin 1917
- Der Gespensterhadschie, Stuttgart 1919
- Gulma das Kaffernmädchen, Stuttgart 1919
- In den Händen der Thugs, Stuttgart 1919 (unter dem Namen Leo Harald)
- Die Mädchenhändler von Batavia, Stuttgart 1919 (unter dem Namen Leo Harald)
- Der Verrat des Balierfürsten, Stuttgart 1919
- Von Schönheit und Stille, Stuttgart 1919
- Veritas vincit!, Stuttgart 1925
- Bei den Kopfschnellern auf Borneo, Leipzig 1928
- Adam und Eva im Paradiese, Leipzig 1929
- Anneliese Marholms Lebensweg, Leipzig 1929 (unter dem Namen Hermann Lienhart)
- Durchs wilde Sumatra, Leipzig 1929
- Die Fahrt ins Glück, Leipzig 1929
- Liebe adelt jeden Stand, Leipzig 1929
- Das Perlenhalsband der Lady Graham, Leipzig 1929
- Der Schrei aus dem Wolkenkratzer, Leipzig 1929
- Auch aus Leid erblüht ein Glück, Berlin 1930
- Bei den Bergkaffern auf Madagaskar, Leipzig 1930
- Das Gespensterhaus von Wicklow, Leipzig 1930
- Ihr großes Opfer, Leipzig 1930 (unter dem Namen Hermann Lienhart)
- Der Retter aus Madagaskar!, Leipzig 1930 (unter dem Namen Hermann Lienhart)
- Seltsam sind der Menschen Wege, Leipzig 1930 (unter dem Namen Hermann Lienhart)
- Die Tragödie auf Schloß Moore, Leipzig 1930 (unter dem Namen Hermann Lienhart)
- Eine gefährliche Leidenschaft, Berlin 1931 (unter dem Namen Hermann Lienhart)
- In letzter Minute, Leipzig 1931 (unter dem Namen Hermann Lienhart)
- Keine Liebe ohne Schmerz, Berlin 1931 (unter dem Namen Hermann Lienhart)
- Robert Franks Rettung, Leipzig 1931
- Das Spielzeug der Lady, Leipzig [u. a.] 1931 (unter dem Namen Hermann Lienhart)
- Auch Unglück kann zum Glück werden, Berlin 1932 (unter dem Namen Leo Harald)
- Beinahe geschieden!, Berlin 1932 (unter dem Namen Leo Harald)
- Dr. Sloans Fatum, Werdau 1932 (unter dem Namen Hermann Lienhart)
- Flucht von der Liebe, Berlin 1932
- Das Glück der Schwester Ellen Smith, Berlin 1932 (unter dem Namen Hermann Lienhart)
- Liebe in Afrika, Leipzig 1932 (unter dem Namen Hermann Lienhart)
- Lottes Liebesopfer, Leipzig 1932 (unter dem Namen Hermann Lienhart)
- Das Recht auf Liebe!, Leipzig 1932 (unter dem Namen Hermann Lienhart)
- Die Liebe der Spionin Brinckmann (unter dem Namen Hermann Lienhart) Breslau, Josepf Gotthard Bläschke Verlag, 1933
- Das Glück im Winkel, Berlin 1933 (unter dem Namen Leo Harald)
- Ich bin unschuldig, Berlin 1933 (unter dem Namen Leo Harald)
- Um Hof und Erbe, Leipzig 1933 (unter dem Namen Hermann Lienhart)
- Und dennoch fanden sie ihr Glück, Werdau 1933 (unter dem Namen Hermann Lienhart)
- Wahre und echte Liebe, Berlin 1933 (unter dem Namen Hermann Lienhart)
- Der Wettlauf mit dem Schicksal, Berlin 1933 (unter dem Namen Hermann Lienhart)
- Baltikumkämpfer!, Langensalza [u. a.] 1934
- Erna Quast, Berlin 1934 (unter dem Namen Hermann Lienhart)
- Die Heimat ruft, Berlin 1934
- Der Heimat wiedergeschenkt, Leipzig 1934
- Ich bin Du!, Niedersedlitz 1934 (unter dem Namen Hermann Lienhart)
- Eine irische Hochzeit, Berlin 1934 (unter dem Namen Hermann Lienhart)
- Otto Erich wird ein Mann, Berlin 1934 (unter dem Namen Leo Harald)
- SA-Mann Peter Müller, Langensalza [u. a.] 1934
- Um des Kindes willen, Berlin 1934 (unter dem Namen Leo Harald)
- Und trotzdem lieb’ ich dich!, Berlin 1934 (unter dem Namen Hermann Lienhart)
- Vertauschtes Glück, Berlin 1934 (unter dem Namen Hermann Lienhart)
- Zur Heimat zurückgefunden, Berlin 1934 (unter dem Namen Leo Harald)
- Zwei Freundinnen, Berlin 1934 (unter dem Namen Hermann Lienhart)
- Zwischen Liebe und Pflicht, Leipzig 1934 (unter dem Namen Hermann Lienhart)
- Angelina!, Berlin 1935 (unter dem Namen Hermann Lienhart)
- Du hast mir versprochen, du würdest einmal mein!, Breslau 1935 (unter dem Namen Hermann Lienhart)
- Die Ehe der Baronesse von Kamenzien, Berlin 1935 (unter dem Namen Hermann Lienhart)
- Der Fluch des Wolfgang Sönderland, Breslau 1935
- Ilse von der Esche, Leipzig 1935 (unter dem Namen Hermann Lienhart)
- Menschen, die für einander bestimmt …, Berlin 1935 (unter dem Namen Hermann Lienhart)
- Rosalinde, Dresden 1935 (unter dem Namen Hermann Lienhart)
- Der Segen der Arbeit, Berlin 1935
- Wahre Liebe setzt sich durch, Berlin 1935 (unter dem Namen Hermann Lienhart)
- Wenn Haß in Liebe sich verwandelt, Berlin 1935 (unter dem Namen Hermann Lienhart)
- Aus der Jugendzeit klingt ein Lied …!, Dresden 1936
- Der blaue Bär von Yakutat, Leipzig 1936
- Colt gegen Colt, Leipzig 1936
- Der Deichgraf, Berlin 1936 (unter dem Namen Hermann Lienhart)
- Ich blieb Dir treu, Leipzig 1936 (unter dem Namen Hermann Lienhart)
- Die Kidnapper, Berlin 1936
- Ein Lasso schwirrt durch die Luft, Leipzig 1936
- Liebe verzeiht alles, Leipzig 1936 (unter dem Namen Hermann Lienhart)
- Der Ostseewolf, Berlin 1936 (zusammen mit Nikolei Gösch)
- Der Schicksalsweg der Hanne Link, Leipzig 1936 (unter dem Namen Hermann Lienhart)
- Seid umschlungen, Millionen!, Dresden 1936
- Thomas Brack, Niedersedlitz 1936
- Das Wunder der Liebe, Leipzig 1936 (unter dem Namen Hermann Lienhart)
- Alles um Marianne, Dresden 1937
- Das Fischerhaus am Läskauer Eck, Dresden 1937
- Schwer ist der Weg zum Glück, Leipzig 1937 (unter dem Namen Hermann Lienhart)
- Der Teufelsmantel, Lübeck 1937
- Um hohen Preis, Dresden 1937
- Meister Hambacher, Hamburg 1938 (unter dem Namen Hermann Lienhart)
- Eine Wette um Liebe, Dresden 1938
- Auch dir scheint die Sonne der Liebe, Breslau [u. a.] 1939 (unter dem Namen Hermann Lienhart)
- Deine Liebe hat gesiegt, Breslau [u. a.] 1939 (unter dem Namen Hermann Lienhart)
- Du warst mein Traum, Breslau [u. a.] 1939 (unter dem Namen Hermann Lienhart)
- Frauen um Thomas Brack, Niedersedlitz 1939 (unter dem Namen Hermann Lienhart)
- Das größere Opfer, Wiesbaden [u. a.] 1939
- Ich sehne mich nach dir, Breslau [u. a.] 1939 (unter dem Namen Hermann Lienhart)
- Was mein einst war, Berlin 1939 (unter dem Namen Hermann Lienhart)
- Der Weg zu Ursula, Hamburg 1939 (unter dem Namen Hermann Lienhart)
- Zwei fanden ihr Glück, Breslau [u. a.] 1939 (unter dem Namen Hermann Lienhart)
- Die Dame in Schwarz, Darmstadt 1940
- Die Fansa im Dorf Smirnow, Wiesbaden [u. a.] 1940 (unter dem Namen Hermann Lienhart)
- Geheimnis um Yvonne, Wiesbaden [u. a.] 1940 (unter dem Namen Hermann Lienhart)
- Ich glaube an dich, Dresden 1940 (unter dem Namen Hermann Lienhart)
- Ist Eva schuldig?,  Wiesbaden [u. a.] 1940 (unter dem Namen Hermann Lienhart)
- Kampf um Rita, Leipzig 1940 (unter dem Namen Hermann Lienhart)
- Sei tapfer, Nora, Darmstadt 1940 (unter dem Namen Hermann Lienhart)
- Tapfere Stella, Wiesbaden [u. a.] 1940 (unter dem Namen Hermann Lienhart)
- Über alles die Liebe, Leipzig 1940 (unter dem Namen Hermann Lienhart)
- Wunschtraum, Berlin 1940 (unter dem Namen Hermann Lienhart)
- Zollkutter 17 - Alarm!, Wiesbaden [u. a.] 1940
- Der falsche Weg, Berlin 1941 (unter dem Namen Hermann Lienhart)
- Das große Verzeihen, Berlin-Schöneberg 1941 (unter dem Namen Hermann Lienhart)
- Der Strandvogt von Rottumeroog, Wien 1941 (unter dem Namen Hermann Lienhart)
- Der Gletschergeist (unter Ps. Freddy Weller) Berlin, Verlag „Neues Werden“ (1948)
- Gebrochenes Versprechen, Hannover 1949 (unter dem Namen Hermann Lienhart)
- Ich will nur dein Glück, Hannover 1949 (unter dem Namen Hermann Lienhart)
- Die Liebe der Haldenwangs, Hannover 1949 (unter dem Namen Hermann Lienhart)
- Das Glück läßt sich nicht zwingen, Hannover 1950 (unter dem Namen Hermann Lienhart)
- Die große Liebe der Thea Roschmann, Hannover 1950 (unter dem Namen Hermann Lienhart)
- Die verratene Prinzessin, Hannover 1950 (unter dem Namen Hermann Lienhart)
- Durch Meere getrennt, Berlin 1951 (unter dem Namen Hermann Lienhart)
- Eva Marias Leid und Glück, Wuppertal-Elberfeld 1951 (unter dem Namen Hermann Lienhart)
- Kann wahre Liebe hassen?, Wuppertal-Elberfeld 1951 (unter dem Namen Hermann Lienhart)
- Ritas Sprung ins Glück, Berlin [u. a.] 1951 (unter dem Namen Hermann Lienhart)
- Zwei kämpfen sich durchs Leben, Wuppertal-Elberfeld 1951 (unter dem Namen Hermann Lienhart)
- Alarm auf Neu-Guinea, Menden 1952 (unter dem Namen Ralph Doyan)
- Arme kleine Hanne, Bühl/Bd. 1952 (unter dem Namen Hermann Lienhart)
- Du bist der richtige Mann, Hannover 1952 (unter dem Namen Hermann Lienhart)
- Ein Ehrenpunkt, Basel 1952 (unter dem Namen Hermann Lienhart)
- Eine Frau flieht übers Meer, Koblenz 1952 (unter dem Namen Hermann Lienhart)
- Geheimbund Dr. Chan Kai, Menden 1952 (unter dem Namen Ralph Doyan)
- Der gelbe Vamp, Menden 1952 (unter dem Namen Ralph Doyan)
- In der Heimat ist das Glück, Darmstadt 1952 (unter dem Namen Hermann Lienhart)
- Der Mann aus Saigon, Menden 1952 (unter dem Namen Ralph Doyan)
- Die schwarze Königin, Menden 1952 (unter dem Namen Ralph Doyan)
- So eine Frau vergißt man nicht, München 1952 (unter dem Namen Hermann Lienhart)
- Die Spur führt nach Borneo, Menden 1952 (unter dem Namen Ralph Doyan)
- Sybille auf falschen Wegen, Balve i.W. 1952 (unter dem Namen Hermann Lienhart)
- Das tote Wrack, Menden 1952 (unter dem Namen Ralph Doyan)
- Die Erbin des Deichgrafen, Hamburg-Wandsbek 1953 (unter dem Namen Hermann Lienhart)
- Eine Frau wie Hanne, Hamburg 1953
- Kannst du mich lieben, Sylvia?, Wandsbek 1953 (unter dem Namen Hermann Lienhart)
- Die schwarze Rose, Darmstadt 1953
- ... und dann war ich allein, Wandsbek 1953 (unter dem Namen Hermann Lienhart)
- Das Glück liegt auf der Straße, Hannover 1954 (unter dem Namen Hermann Lienhart)
- Am Großen Bärensee, Berlin [u. a.] 1955
- Das Geheimnis des Pharaonengrabes, Berlin [u. a.] 1955
- Goldrausch in Australien, Menden/Sauerland 1955 (unter dem Namen Ralph Doyan)
- Kongo-Express, Düsseldorf 1955
- Thea entdeckt ihr Herz, Strasbourg 1955
- Das Bildnis der schönen Blanka, Hamburg-Wandsbek 1957 (unter dem Namen Hermann Lienhart)
- Die Lüge der Anita Schelling, München 1957 (unter dem Namen Hermann Lienhart)
- Schwester Mabel, Wandsbek 1957 (unter dem Namen Hermann Lienhart)
- Der Vogelfranz, Hannover 1957 (Unter dem Namen Hermann Lienhart)
- Anna Wendlands Frühling, Hamburg 1960 (unter dem Namen Hermann Lienhart)
- Er ist eben ein Mann, Bern 1960 (unter dem Namen Hermann Lienhart)
- Die Frau aus dem Meer, Lengerich (Westfalen) 1960 (unter dem Namen Hermann Lienhart)
- Blitzende Mandaus, Friedrichshafen/Bodensee 1964
- Tödliches Gold, Friedrichshafen/Bodensee 1964 (unter dem Namen Hermann Lienhart)
- Die Rache des Capitano, Friedrichshafen/Bodensee 1965 (unter dem Namen Freddy Weller)
- Geheime Bettfreuden, Berlin [u. a.] 1972 (unter dem Namen Hermann Lienhart)

## Herausgeberschaft
- Neue deutsche Lyrik!, Stuttgart (herausgegeben zusammen mit Ernst Planck)
  - 1 (1918)
- Robert Louis Stevenson: Die Schatzinsel, Friedrichshafen/Bodensee 1964 (herausgegeben unter dem Namen Hermann Lienhart)
- Guy de Maupassant: Pariser Nächte, Berlin 1966 (herausgegeben unter dem Namen Hermann Lienhart)

| Personendaten    | Personendaten                                |
| ---------------- | -------------------------------------------- |
| NAME             | Gerstmayer, Hermann                          |
| ALTERNATIVNAMEN  | Doyan, Ralph; Harald, Leo; Lienhart, Hermann |
| KURZBESCHREIBUNG | deutscher Schriftsteller                     |
| GEBURTSDATUM     | 16. Oktober 1886                             |
| GEBURTSORT       | Koblenz                                      |
| STERBEDATUM      | 25. Mai 1961                                 |
| STERBEORT        | Berlin                                       |